# 小行星6380
小行星6380（6380 Gardel）是一颗绕太阳运转的小行星，为主小行星带小行星。该小行星于1988年2月发现。

## 轨道参数
小行星6380的轨道半长轴为339 432 227 km（2.2689320 UA），离心率为0.135。